# JR 오구라역
JR 오구라 역(일본어: JR小倉駅, ジェイアールおぐらえき 제이아루 오구라에키[*])은 일본 교토부 우지시에 있는 서일본 여객철도의 철도역이다.

## 역 구조
상대식 승강장으로 2면 2선 형태의 지상역이다. 승강장이 곡선 상에 설치되어 있으며, 역 자체도 경사면 상에 지어져 있기 때문에 개찰구 및 대합실은 승강장보다 아래층에 위치해 있다.
우지 역의 관할권에 속해 있으며, 역 업무는 JR 서일본 교통 서비스가 대신 하고 있다. 이코카 및 제휴 교통카드의 사용이 가능하다.

### 승강장
| 1 | ■ 나라 선 상행 | 우지 · 교토 방면 |
| 2 | ■ 나라 선      | 기즈 · 나라 방면 |

## 역세권 정보
- 긴테쓰 교토 선 오구라 역 (도보 7~8분 거리)

## 역사
- 2001년 3월 3일 - 나라 선 우지 역 ~ 신덴 역 사이에 개업하였다.
- 2003년 11월 1일 - 이코카의 사용이 개시되었다.

## 인접역
| 서일본 여객철도 | 서일본 여객철도              | 서일본 여객철도 |
| --------------- | ---------------------------- | --------------- |
| 우지 교토 방면  | ■ 나라 선 쾌속·구간쾌속·보통 | 신덴 나라 방면  |